# Teatro Socjale
Il Teatro Socjale è un teatro italiano sito a Piangipane (RA).

## Storia
Il 7 settembre 1911 la Cooperativa agricola braccianti di Piangipane acquistò un terreno per destinarlo alla costruzione di un Teatro Sociale. Il bisogno di socializzazione era molto sentito nelle campagne, dove la vita scorreva lenta e gli spostamenti verso le città erano difficili poiché i mezzi di trasporto erano esclusivamente a trazione animale. Il teatro fu edificato nel 1920 direttamente dai braccianti, sotto la guida di mastri muratori, che lavorarono insieme nei ritagli di tempo.
Venne inaugurato nel 1921 con un comizio. Secondo le usanze dell'epoca, la platea non disponeva di sedie. Il pubblico rimaneva in piedi, oppure si portava le sedie da casa.
Nella sua storia centenaria il Teatro Socjale alternò momenti di splendore a periodi bui. Fino agli anni 1970 fu sede di numerosi eventi culturali e politici, nonché delle tradizionali feste paesane. Il veglione mascherato del martedì grasso di Carnevale richiamava gente da tutta la provincia e oltre. Se ne contano 52 edizioni.
Poi, con la diffusione della televisione e dell’automobile, si avviò veso il declino.
La struttura tornò a nuova vita nel 1990 grazie all'operosità di alcuni ragazzi che, riuniti in un sodalizio (circolo Arci) la presero in gestione per animare i venerdì sera con concerti ed esibizioni dal vivo di artisti locali. L'anno dopo fu avviata una rassegna cinematografica con proiezioni di film d'essai. Negli anni successivi fu organizzata una stagione di film in prima visione.
Col tempo, il cinema ha avuto un declino (in coincidenza con l'apertura delle multisale nella vicina Ravenna), mentre l'attività teatrale e concertistica è proseguita senza sosta.
Il Teatro Socjale ha aumentato la sua importanza, fino a diventare sede di concerti di artisti affermati a livello nazionale ed internazionale (Elio e le Storie Tese, Paolo Fresu, Enrico Rava, Roberto Gatto, Danilo Rea, Heroes and Monster solo per citarne alcuni). La formula che si è consolidata è quella di una buona programmazione e di un gustoso piatto di cappelletti romagnoli servito nell'intervallo tra il primo e il secondo tempo di ogni spettacolo.
Dal 2002 è una delle sedi fisse del Ravenna Festival.
Tra il 2004 e il 2007 la struttura è stata oggetto di un intervento di restauro, per riportarla il più possibile vicina all'aspetto originario, quello del 1921. Il restauro ha restituito alla visione magnifiche pitture murali.